# Джеррі Шеннон
Джеррі Шеннон (англ. Gerry Shannon, 25 жовтня 1910, Кембеллфорд — 6 травня 1983) — канадський хокеїст, що грав на позиції лівого нападника.

## Ігрова кар'єра
Народився в Кембеллфорті. Протягом 7 сезонів виступав на аматорському рівні, перш ніж у сезоні 1933/34 років дебютував у НХЛ. Його першим клубом став «Оттава Сенаторс». І цей перший сезон у НХЛ став для нього найуспішнішим у цьому турнірі. Наступного сезону перейшов у «Сент-Луїс Іглс», але завершив сезон у футболці «Бостон Брюїнс», у складі якого дебютував у серіях плей-оф. 
У Бостоні виступав протягом двох сезонів, перш ніж повернутися до Канади, де підписав контракт з «Монреаль Марунс», останнім клубом Джеррі в НХЛ. Потім протягом двох сезонів виступав у «Герши Беарс», перш ніж завершив кар'єру гравця.
Помер у місті Ніагара-Фоллс (Онтаріо).